# 5シリング紙幣 (オーストラリア)
オーストラリア5シリング紙幣（オーストラリア5シリングしへい、5/-）は、オーストラリア銀行券の一つ。1916年に登場した。表面にはイギリス国王ジョージ6世の肖像が、裏面には1クラウン硬貨と6つの状態のシンボルの図案がデザインされている。現在は5シリング紙幣から50セント硬貨に置き換えられるまでは、オーストラリアの貨幣は英国通貨を中心としたポンド通貨圏に属しレートも基本的に英国に連動していた。
対オーストラリアセントは50¢＝5豪シリングとされた。

## 参考
- Ian W. Pitt, ed (2000年). Renniks Australian Coin and Banknote Values (19 ed.). Chippendale, N.S.W.: Renniks Publications. ISBN 0-9585574-4-6